# Dipsas vagrans
Dipsas vagrans är en ormart som beskrevs av Dunn 1923. Dipsas vagrans ingår i släktet Dipsas och familjen snokar. Inga underarter finns listade i Catalogue of Life.
Arten förekommer i regionen Cajamarca i norra Peru. Honor lägger ägg.